# Hondo (film)
Hondo è un film western stereoscopico del 1953 diretto da John Farrow e interpretato da John Wayne e Geraldine Page, al suo esordio sul grande schermo. Il film è ispirato al racconto The Gift of Cochise di Louis L'Amour.

## La trama
Stati Uniti, 1870, negli anni della Conquista del West. Angie Lowe vive da sola con il figlio, il piccolo Johnny, in Arizona ai confini col Messico, in un territorio frequentato dagli Apache. Hondo Lane, portaordini dell'esercito americano, arriva alla fattoria dopo essere sfuggito ad una banda di indiani. Nasce subito un'intesa tra Angie e Hondo, che invita la donna a lasciare la fattoria per recarsi in un luogo più sicuro. Ma la donna rifiuta, perché convinta che il marito (assente da qualche mese) prima o poi tornerà e che gli Apache non daranno loro alcun fastidio. Hondo si fa prestare un cavallo e ritorna al forte, dove incontra il marito di Angie.
Nel frattempo, la banda di Victorio arriva alla fattoria, dove il capo indiano, colpito dal coraggio del piccolo Johnny (che per difendere la madre spara a Silva, il vice di Vittorio, ferendolo di striscio alla testa) lo accetta come fratello di sangue, raccomandando alla madre di crescerlo come un vero guerriero indiano. Dopo qualche giorno, Vittorio ritorna al ranch per presentare alla donna una schiera di aspiranti mariti: ha deciso che il piccolo Johnny ha bisogno di un padre per crescere bene. Angie prende tempo, dicendo che aspetta il ritorno del proprio marito.
Hondo decide di tornare al ranch di Angie ma, lungo il percorso, dopo aver sventato l'agguato di alcuni indiani, uccide il marito di Angie che a sua volta aveva cercato di ucciderlo con l'aiuto di un complice. Hondo si rimette in marcia, ma incontra Vittorio con tutta la banda al seguito e viene catturato. Legato e pronto per la tortura, Hondo viene liberato quando Vittorio trova tra i suoi bagagli una foto di Johnny. Dopo un duello con Silva (vinto da Hondo che risparmia l'avversario, pur essendo ferito), viene accompagnato al ranch.
Intanto un drappello dell'esercito rastrella il territorio alla ricerca di coloni sopravvissuti cercando di sconfiggere gli Apache ribelli. Durante uno scontro Vittorio viene ucciso, ma la banda si riorganizza sotto la guida di Silva. La vicenda si chiude quando Hondo, in uno scontro campale, uccide il nuovo capo e gli Apache si ritirano.

## La serie televisiva
Nel 1967 dal film fu tratta una serie televisiva omonima in 17 episodi, in cui Hondo venne interpretato da Ralph Taeger.